# Kołodzieje (powiat kwidzyński)
Kołodzieje (niem. Wachsmuth) – wieś w Polsce w województwie pomorskim, w powiecie kwidzyńskim, w gminie Prabuty nad południowym brzegiem jeziora Matecznego.
W latach 1954–1960 wieś należała do gromady Trumiejki, w związku z przeniesieniem siedziby i zmianie nazwy stała się siedzibą władz gromady Kołodzieje, po jej zniesieniu w 1971 r. w gromadzie Prabuty. W latach 1975–1998 miejscowość administracyjnie należała do województwa elbląskiego.
W okresie plemiennym, tj. do początku XI wieku, w Kołodziejach istniał słowiański gród obronny.